# Krzysztof Szmagier

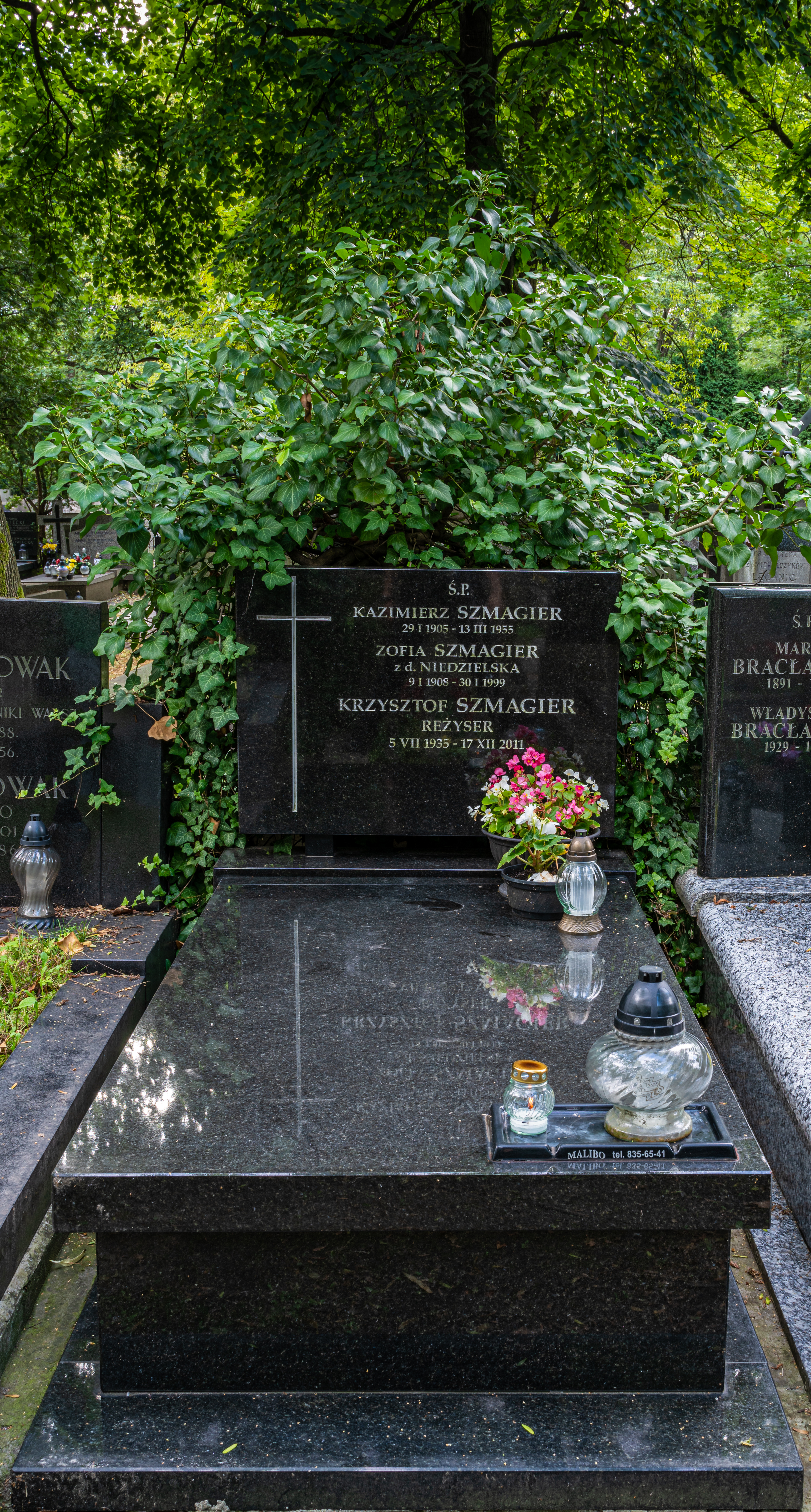
Grób Krzysztofa Szmagiera na cmentarzu Powązkowskim

Krzysztof Szmagier (ur. 5 lipca 1935 w Warszawie, zm. 17 grudnia 2011 tamże) – polski reżyser filmowy i dokumentalista.

## Życiorys
Urodził się w adwokackiej rodzinie Kazimierza (1905–1955) i Zofii z domu Niedzielskiej (1908–1999). Ukończył Państwowe Gimnazjum i Liceum im. Stefana Batorego w Warszawie (1952), Wydział Prawa Uniwersytetu Warszawskiego ze specjalnością prawa karnego, następnie Wydział Reżyserii Państwowej Wyższej Szkoły Filmowej, Telewizyjnej i Teatralnej im. Leona Schillera w Łodzi (1963).
Pracował jako dziennikarz, m.in. w „Głosie Pracy”, reporter miejski. Potem realizował filmy dokumentalne.
Był uczniem i współpracownikiem Jerzego Kawalerowicza w Zespole Filmowym „Kadr”.
Zmarł w Warszawie, pochowany na cmentarzu Powązkowskim (kwatera 124-3-30).

## Wybrana filmografia
Reżyser
- Kadry (1960); etiuda filmowa
- Kwiatek (1960); etiuda filmowa
- Historia niezbyt liryczna (1961); etiuda filmowa
- Operacja V-2 (1968); film dokumentalny
- Przygody psa Cywila (1968, 1970); serial telewizyjny
- Zapalniczka (1970)
- 07 zgłoś się (1976–1987); serial telewizyjny
- Zamknąć za sobą drzwi (1987)

II reżyser
- Quo vadis (2001)

## Ordery i odznaczenia
- Krzyż Oficerski Orderu Odrodzenia Polski (2004)
- Odznaka Honorowa ZAiKS-u (2009)[5]

## Nagrody i wyróżnienia
- Nagroda Główna „Srebrny Smok” i nagroda „Brązowy Lajkonik” na Międzynarodowym Festiwalu Filmów Krótkometrażowych w Krakowie za film dok. Przed turniejem (1966)
- Nagroda „Żołnierza Polskiego” - „Złoty Kord” na Ogólnopolskim Festiwalu Filmów Krótkometrażowych w Krakowie za film Operacja V-2 (1969)
- Nagroda Główna „Srebrny Smok” na Międzynarodowym Festiwalu Filmów Krótkometrażowych w Krakowie za film dok. Operacja V-2 (1969)
- Nagroda „Żołnierza Polskiego” - „Złoty Kord” na Ogólnopolskim Festiwalu Filmów Krótkometrażowych w Krakowie za film Suita styczniowa (1970)
- „Złota Kaczka” w plebiscycie czytelników pisma „Film” na najlepszy film krótkometrażowy wyświetlany na ekranach w 1969 r. za film dok. Operacja V-2 (1970)
- Nagroda Przewodniczącego Komitetu do spraw Radia i Telewizji za serial telewizyjny Przygody psa Cywila (1972)
- Dyplom Uznania na Międzynarodowym Festiwalu Filmów Krótkometrażowych w Krakowie za film dok. Kwiecień w Portugalii (1974)
- Nagroda Szefa Kinematografii w dziedzinie filmu dokumentalnego za film Spotkanie nadziei (1985)
- Nagroda Specjalna Jury Tarnowskiej Nagrody Filmowej za film dok. Bo wolność krzyżami się mierzy... Generał Anders (1991)

Źródło:.